# Андрій Макух
Андрій Макух (англ. Andrij Makuch; 13 березня 1956, Летбридж — 18 січня 2019, Торонто) — український науковець і громадський діяч у Канаді.

## Життєпис
Народився в 1956 році в родині священника о. Івана Макуха та Катерини Макух у Летбриджі, Альберта; виростав у Вікторії, Британська Колумбія. Здобув бакалаврат мистецтв в Університеті Альберти в Едмонтоні. Кілька років проживав у Саскатуні, де був виконавчим директором КУК Саскачевану (1982-86). 
Працював дослідником Села української культурної спадщини коло Едмонтона (1982—83, 1986—87). Викладав на факультеті славістики в Університеті Саскачевану (1984-87). Останні 30 років свого життя провів у Торонто, які головно присвятив редагуванню п'ятитомного англомовного видання Енциклопедії України, доклавшись до спорядження індекса та списку виправлень. Паралельно опублікував численні наукові статті з україністики. Був координатором досліджень у Канадському інституті українських студій (КІУС). Долучився до редагування інтернет-версії Енциклопедії України під егідою Торонтонського відділення КІУСу. Належав до управи Українсько-Канадського дослідчо-документаційного центру в Торонто. Помер у 2019 році у віці 62 років, похований на цвинтарі St. Michael’s Cemetery в Едмонтоні.

## Доробок
- Ukrainian Canadians and the Wartime Economy, Loyalties in Conflict: Ukrainians in Canada during the Great War, ed. Frances Swyripa and John Herd Thompson, CIUS Press, 1983, pp. 69-78.
- Hlus' Church: A Narrative History of the Ukrainian Catholic Church at Buczacz, Alberta, Alberta Culture & Multiculturalism, Historical Resources Division, 1989.
- Ukrainian Canadians in the 2001 Census: An Overview. Yesterday, Today, Tomorrow: The Ukrainian Community in Canada, ed. Jaroslav Rozumnyj, Ukrainian Academy of Arts and Sciences in Canada, 2004, pp. 61-68.
- Fighting for the Soul of the Ukrainian Progressive Movement in Canada: The Lobayites and the Ukrainian Labour-Farmer Temple Association. Re-Imagining Ukrainian-Canadians: History, Politics, and Identity, ed. Rhonda Hinther and Jim Mochoruk, U. of Toronto Press, 2011, pp. 376-400.
- A. Makuch, F.E. Sysyn. (Ed.) Contextualizing the Holodomor. The Impact of Thirty Years of Ukrainian Famine Studies. — CIUS Press, 2015. — 134 p.
- Between Poland and Ukraine: The Dilemma of Adam Kysil, 1600-1653 (1985)
- Mykhailo Hrushevsky: Historian and National Awakener (2001)
- Manuscript editor of Volumes 3–5 of the Encyclopedia of Ukraine.

Більш докладна бібліографія та життєпис поданий на сайті КІУС.